# V Liceum Ogólnokształcące im. Augusta Witkowskiego w Krakowie
V Liceum Ogólnokształcące im. Augusta Witkowskiego – liceum ogólnokształcące znajdujące się w Krakowie, w dzielnicy I Stare Miasto przy ulicy Studenckiej 12, na Piasku. Szkoła posiada ponad ponad 150-letnią historię.

## Historia
Została utworzona w 1871 przez cesarza Franciszka Józefa I  jako Wyższa Szkoła Realna w Krakowie. W 1896 zakończyła się budowa gmachu szkoły przy ul. Studenckiej 12.
Po odzyskaniu przez Polskę niepodległości w 1918 i i rozpoczęciu się II Rzeczypospolitej, zakład przemianowano na Państwową Pierwszą Szkołę Realną w Krakowie. W 1921 szkoła zmieniła profil i otrzymała patrona, powstało VIII Państwowe Gimnazjum Matematyczno-Przyrodnicze im. Augusta Witkowskiego. W 1926, dzięki zainstalowanej na dachu Szkoły antenie nadawczej wyemitowano pierwszy w Krakowie program radiowy. Zarządzeniem Ministra Wyznań Religijnych i Oświecenia Publicznego z 1937 zostało utworzone „VIII Państwowe Liceum i Gimnazjum im. Augusta Witkowskiego w Krakowie”, które było państwową szkołą średnią ogólnokształcącą, złożoną z czteroletniego gimnazjum i dwuletniego liceum. Po wejściu w życie tzw. reformy jędrzejewiczowskiej szkoła miała charakter męski, a wydział liceum ogólnokształcącego był prowadzony w typie matematycznym.
W 1953 zmieniono nazwę na V Liceum Ogólnokształcące im. Augusta Witkowskiego Towarzystwa Przyjaciół Dzieci. Dwa lata później, z inicjatywy dyrektora szkoły Stanisława Potoczka, w V Liceum powstał pierwszy w Krakowie Teatr Międzyszkolny. W 1994 uczeń szkoły Adam Rycerz został pierwszym stypendystą Ministra Edukacji Narodowej.

## Absolwenci
Opracowano na podstawie materiału źródłowego.
- Józef Beck
- Tadeusz Brzozowski
- Adam Doboszyński
- Jerzy Fedorowicz
- Jan Frycz
- Wacław Janicki
- Karol Wierusz-Kowalski
- Marek Kusto
- Jerzy Lau
- Józef Lipkowski
- Edward Madejski
- Robert Makłowicz
- Wojciech Mitkowski
- Andrzej Mrożewski
- Andrzej Munk
- Adam Nawałka
- Tadeusz Pacuła
- Bonawentura Maciej Pawlicki
- Kasper Pochwalski
- Karol Rolle
- Mieczysław Szumiec
- Grzegorz Turnau
- Stanisław Ujejski
- Mieczysław Windakiewicz
- Antoni Wit
- Jerzy Wojnar
- Jacek Wójcicki

## Rankingi
|      | Ranking Liceów Ogólnokształcących „Perspektywy" | Ranking Szkół Olimpijskich „Perspektywy" |
| ---- | ----------------------------------------------- | ---------------------------------------- |
| 2025 | 2                                               | 3                                        |
| 2024 | 2                                               | 3                                        |
| 2023 | 2                                               | 1                                        |
| 2022 | 4                                               | 3                                        |
| 2021 | 4                                               | 4                                        |
| 2020 | 3                                               | 4                                        |
| 2019 | 3                                               | 3                                        |
| 2018 | 4                                               | 5                                        |
| 2017 | 6                                               | 5                                        |
| 2016 | 5                                               | 5                                        |
| 2015 | 3                                               | 1                                        |
| 2014 | 4                                               | 2                                        |
| 2013 | 4                                               | 3                                        |
| 2012 | 5                                               |                                          |
| 2011 | 5                                               |                                          |
| 2010 | 5                                               |                                          |
| 2009 | 3                                               |                                          |
| 2008 | 3                                               |                                          |
| 2007 | 6                                               |                                          |
| 2006 | 6                                               |                                          |
| 2005 | 4                                               |                                          |
| 2004 | 5                                               |                                          |
| 2003 | 6                                               |                                          |
| 2002 | 4                                               |                                          |
| 2001 | 1                                               |                                          |
| 2000 | 8                                               |                                          |

W rankingu Gazety Wyborczej w 2008 V LO zajęło 1. miejsce, podobnie jak w rankingu Newsweeka w 2020 roku. Szkoła okazała się też najlepszym krakowskim liceum według edukacyjnej wartości dodanej wyliczonej z lat 2017–2019. 

### Olimpiady przedmiotowe
W 2025 uczennica szkoły, Magdalena Pudełko, uzyskała maksymalny wynik w Ogólnopolskiej Olimpiadzie Matematycznej odbytej w Białymstoku.

## Dyrektorzy
- Marceli Studziński[2]
- dr Hugo Zathey[2]
- Ignacy Petelenz (1896–1910; urlopowany od 1907)[27][28][2]
- Walerian Krywult (kier. 1907–1908)[29], nauczyciel geografii, historii
- Jan Dziurzyński (kier. od 1908[30], dyrektor od 1912[31][2])
- Jan Paczowski – nauczyciel fizyki[32] (kier., dyr. od 1 I 1925[33])[2]
- Edward Pawłowski (1935–1951), odtworzył szkołę po zniszczeniach II wojny światowej.
- Bronisława Berger (1951–1954)[34]
- Stanisław Potoczek (1954–1972).
- Mieczysław Stefanów (1972–1992), nauczyciel geografii[35].
- Stanisław Pietras, nauczyciel fizyki, dyrektor od 1992[36][37].

## Galeria

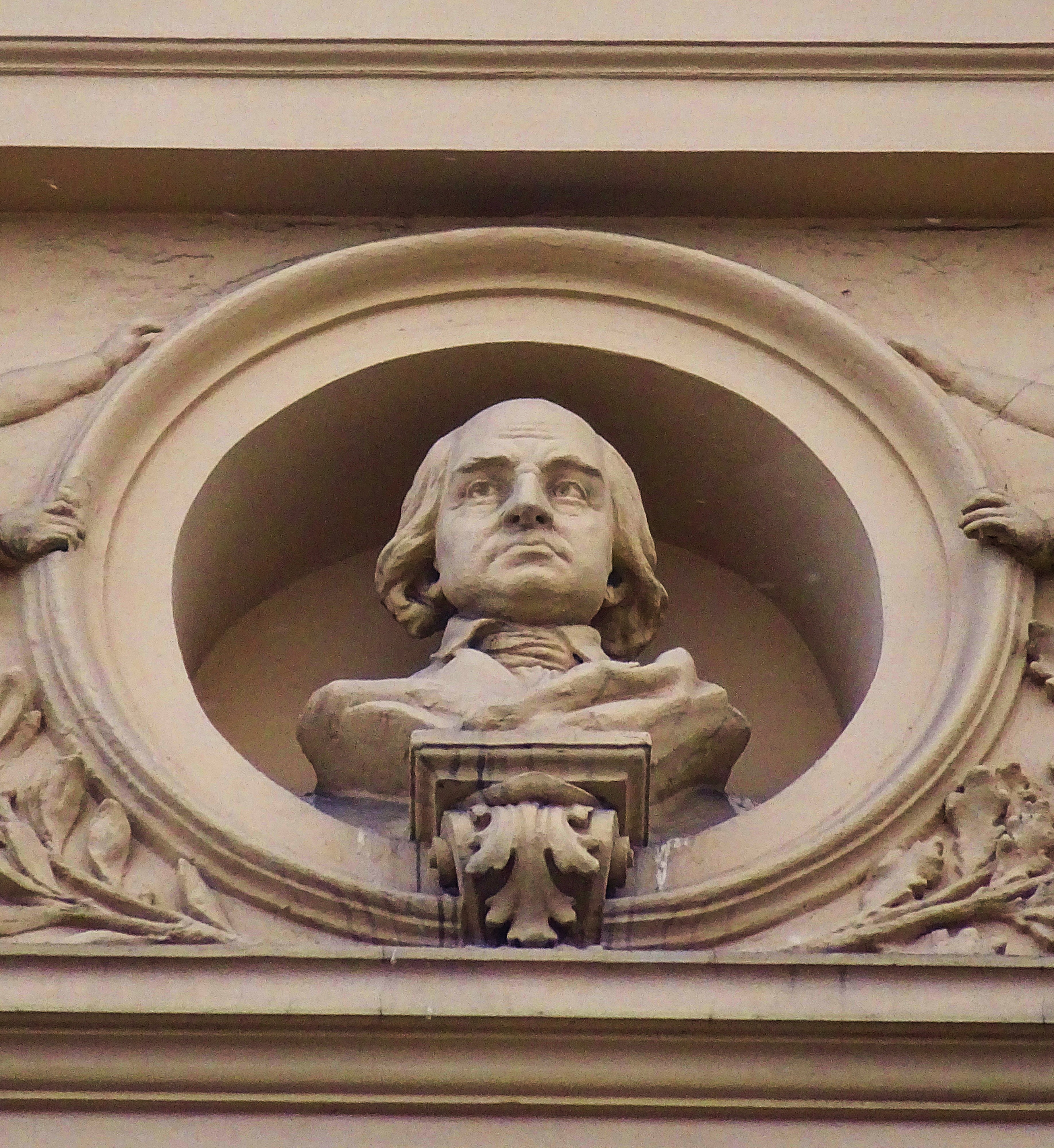
Popiersie Juliana Ursyna Niemcewicza w fasadzie gmachu V Liceum
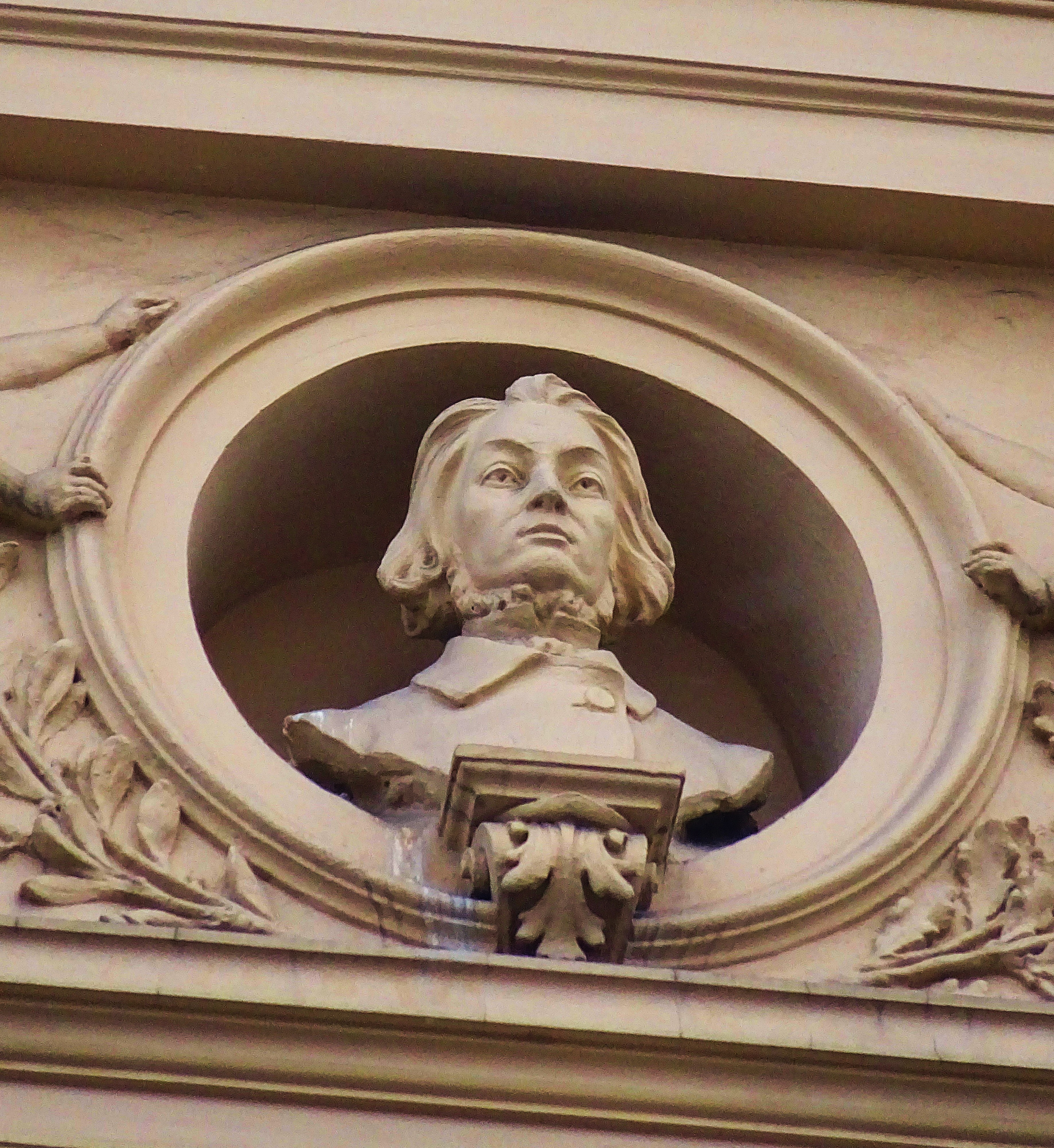
Popiersie Adama Mickiewicza w fasadzie gmachu V Liceum
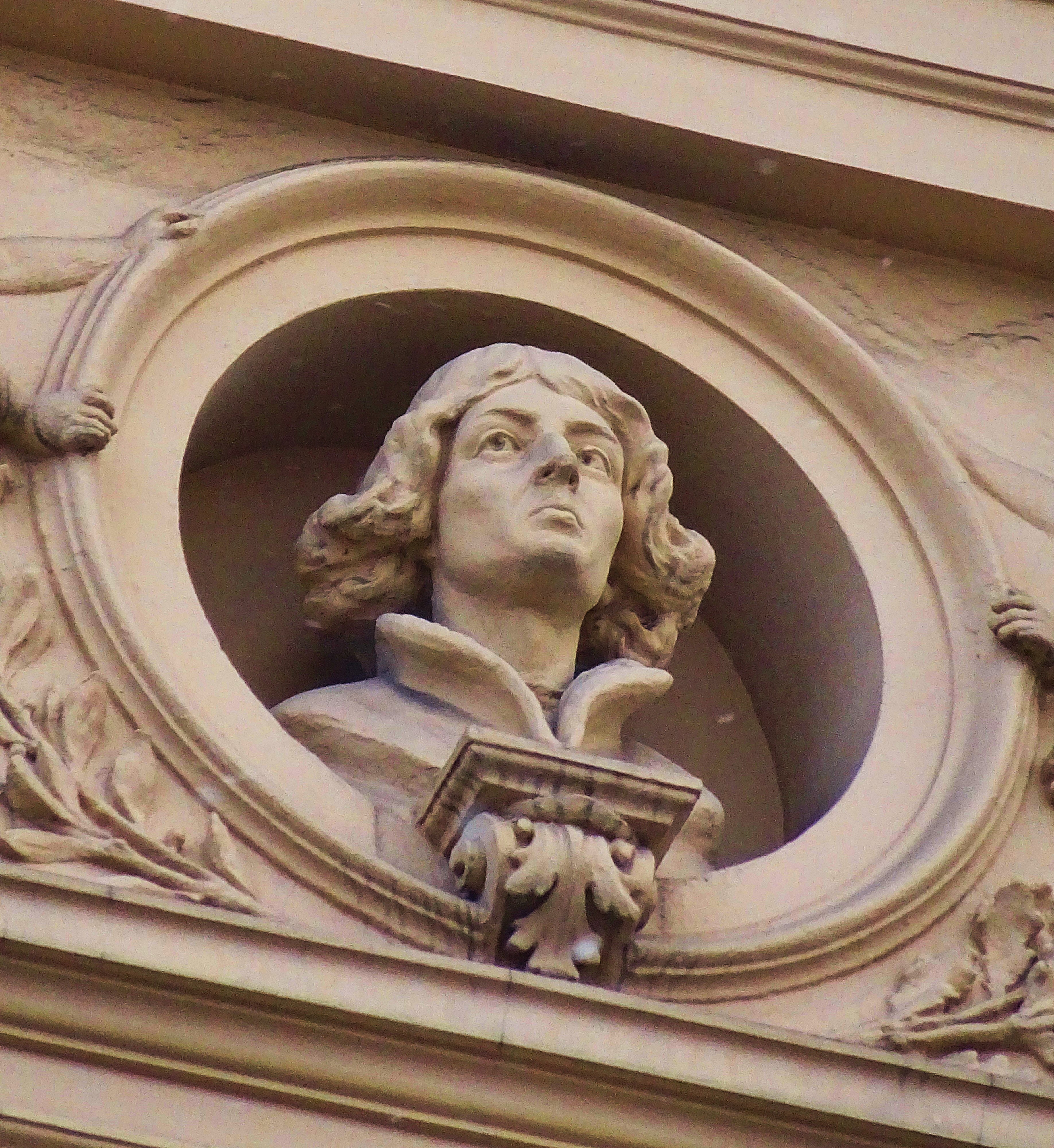
Popiersie Mikołaja Kopernika w fasadzie gmachu V Liceum
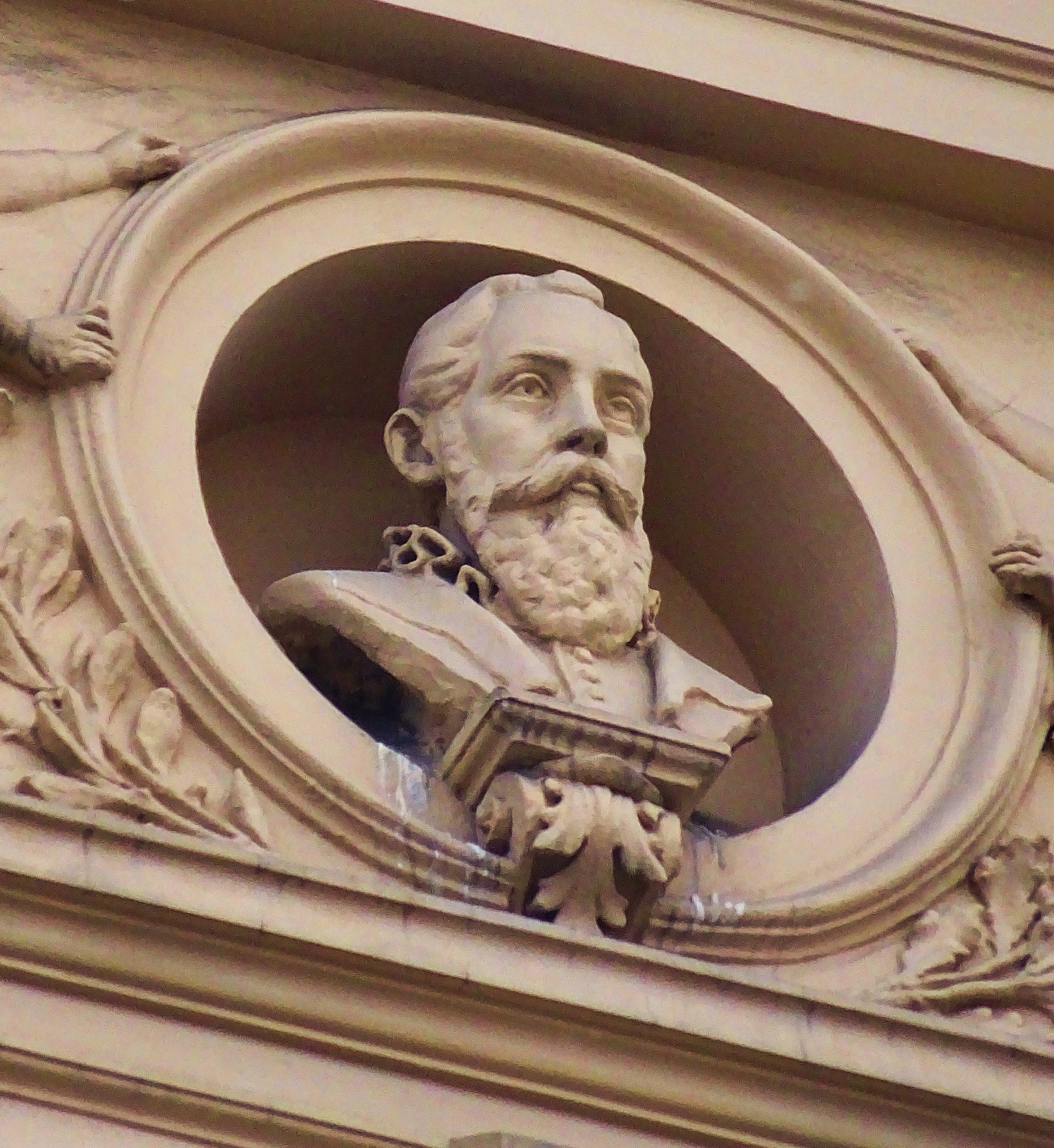
Popiersie Jana Kochanowskiego w fasadzie gmachu V Liceum
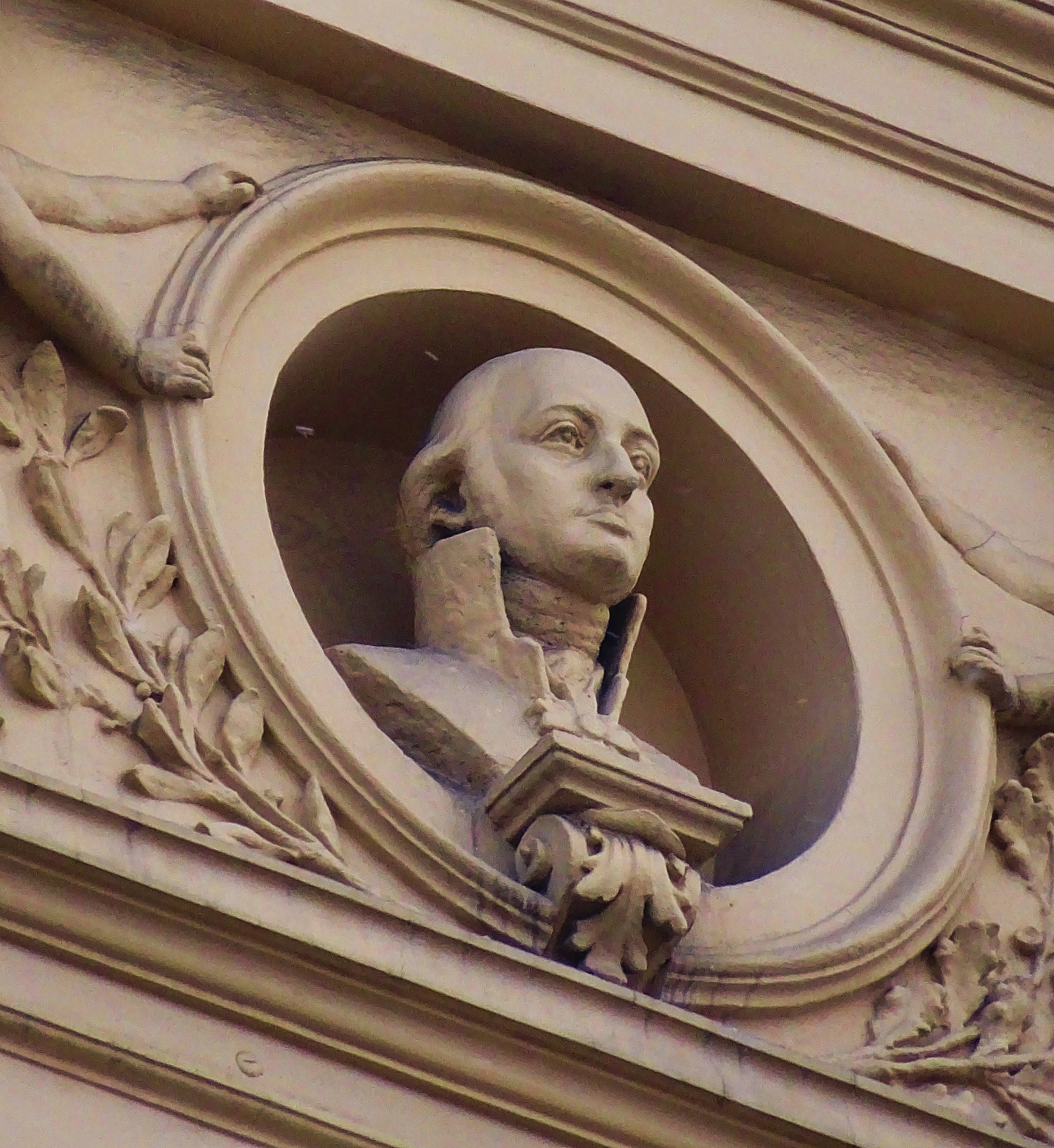
Popiersie Kazimierza Pułaskiego w fasadzie gmachu V Liceum
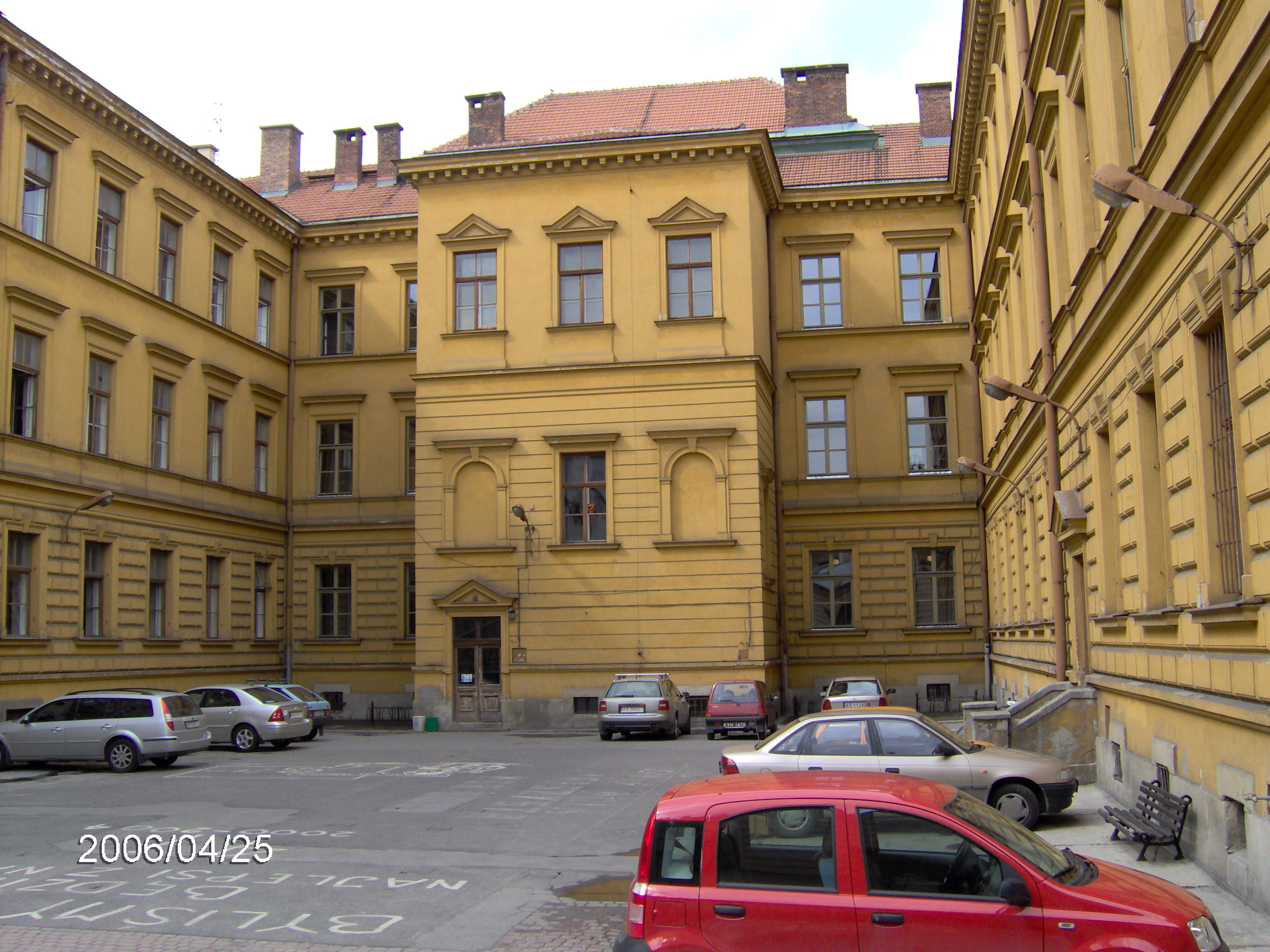
Podwórze szkoły przed remontem